# Schweizerischer Verein für Täufergeschichte
Der Schweizerische Verein für Täufergeschichte (französisch Société Suisse d'Histoire Mennonite) ist ein Geschichtsverein, welcher sich zur Aufgabe gemacht hat, die täuferisch-mennonitische Geschichte in der Schweiz zu fördern. Zu diesem Zweck betreut der Verein auf dem Bienenberg eine Dokumentationsstelle, welche Handschriften, Briefe, Bücher, Zeitschriften und weitere Fundstücke sammelt, konserviert und diese bei Interesse interessierten Journalisten, Historikern oder Theologen zur Verfügung stellt. Einmal jährlich wird die Zeitschrift Mennonitica Helvetica herausgegeben. Der Schweizerische Verein für Täufergeschichte wurde 1973 gegründet und arbeitet unter anderem mit der Konferenz der Mennoniten der Schweiz zusammen. Der Verein war auch in die Aktivitäten des Täuferjahrs 2007 eingebunden.
In Zusammenarbeit mit der Konferenz der Mennoniten der Schweiz und dem Ausbildungs- und Tagungszentrum Bienenberg wurde im Jahr 2005 die Vereinigung Memoria Mennonitica gegründet. Ziel ist es, täuferisch-mennonitische Kulturgüter zu schützen und einen wirksamen Kulturgutschutz realisieren zu können. Für die von Mord und Vertreibung bedrohten Mennoniten in der Schweiz war es über Generationen lebensgefährlich Dokumente, die ihren Glauben betrafen, zu sammeln. Aus diesem Grund kommen entsprechenden Fundstücken heute ein grosser Wert zu. Zudem soll die Zusammenarbeit aller am täufer-mennonitischen Kulturgut interessierten Kreise gefördert und koordiniert werden.